# Bogați
Bogați – wieś w Rumunii, w okręgu Ardżesz, w gminie Bogați. W 2011 roku liczyła 1725 mieszkańców.